# Балканска политика на Русия
Тази статия има за цел да систематизира информацията относно руското влияние и руската политика на Балканите.

## Руско-османски войни (1568-1918)
След 1700 г. руският император Петър I Велики предприема действия за разпростиране руското влияние на Балканите, най-вече във връзка с вековната руска вражда с османците и нарастващото влияние на австро-унгарците. Ок. 1704 г. връзки са установени с черногорците, а след това и със сърбите.
Тези усилия прерастват в Гръцкия проект на Екатерина Велика.
Между 1828 и 1829 г. се води война между Руската империя и Османската империя, която приключва с подписването на Одринския мирен договор от 1829 г. При провеждането ѝ, на страната на русите вземат участие български доброволци. Това първоначално е отрядът от 270 души на котленеца Георги Мамарчев, който по-късно е влят в Българския доборовлчески корпус на полк. Иван Липранди, а отделно действат самостоятелно и някои други български дружини. След края на войната обаче българите са разпуснати и обезоръжени след обивнения в неподчинение и кражби. В ответ на това Георги Мамарчев подема вдигането на въстание в Сливенско, Котленско и Търновско, но е възпрепятстван от руските сили и задържан. Съмишлениците му са разпуснати, а по-късно и самият той е освободен.
Главните съобръжения на руската имперска власт са да не влошават подобрените след мирния договор отношения с османците, а отделно провиждат полза в запазване османското присъствие на Балканите.
Войната подклажда множество погроми над местното българско население. Първо, като подготовка, османските власти изселват насилствено населението от Лудогорието и Добруджа в Тракия с помощта на заселени преди това татари. След започналите военни действия част от българите оказват съдействие на руските войски продоволствено и чрез включване във военните действия. Въодушевлението сред бунтовно настроени българи произвежда Тракийското въстание от началото на 1829 г., което през есента на същата година прераства в опит за обявяване възстановяването на българската държава в Търново. Опитът е потушен от самите руски военни в лицето на ген. Дибич поради междувременно сключеното примирие на 14 септември 1829 г.

## Гръцкият проект на Екатерина Велика (1780-1790)
Гръцкият проект на руската императрица Екатерина Велика се състои в изтласкване на османците от Балканите и възраждането на византийската държава, но този път подчинена на Петербург чрез поставянето на руския престолонаследник като владетел на новото държавно образувание.

## Русия и Източният въпрос (1875-1878)
Руската политика по това време цели овладяване на Проливите или поне упражняване на влияние в близост до тях. Руската империя от една страна си служи с панславизма, а от друга – с изразяване на подкрепа за Високата порта, когато цели да предотврати влиянието на западноевропейските държави.
Заради провала на политиката на императорите Петър и Екатерина през XVIII в., а и поради междувременно зародилите се националноосвободителни движения на Балканите под въздействието на западно- и централноевропейските идеи, Руската империя възприема нов подход на повсеместно културно влияние чрез езика и/или вярата. В общия случай Русия разглежда местните революционни организации като заплаха за своите имперски интереси, защото те представляват възможност за политическа самостоятелност, която не изисква руското имперско покровителство.

## Русия и Балканите в XXI век (2000-днес)

### Косовска независимост (2008)
Русия, поддържаща тесни връзки със Сърбия, не подкрепя членството на Сърбия, Косово и Босна в NATO.

### Опит за преврат в Черна гора (2016)
Официалното становище на черногорските власти е, че руски националисти, сред които черногорски и сръбски граждани, са организирали престъпна група с цел да нахлуе в парламента, да убие премиера Джуканович и така да извърши преврат, като с това осуети присъединяването на Черна гора към НАТО. Според американския посланик в Белград, „на Балканите се виждат стъпки на намеса на Русия в политиката“, имайки предвид събитията в Черна гора и определяйки ги като опит на Русия да дестабилизира страната, тъй като не подкерпя нейната политика.

### Шпионски скандал в Сърбия (2019)
В интернет се появява видеоклип, датиран към декември 2018 г., на който се вижда как руският гражданин подполковник Георгий Клебан, бивш заместник на руския военен аташе в Белград, предава пари на сръбски военен служител – подполковник З.К. – с вероятна цел да придобие разузнавателнни данни. След свикване на Съвета за национална сигурност на Р. Сърбия, президентът Вучич заявява, че допуска за незнанието от страна на руския президент Владимир Путин относно действията на руския военен, а също и че представители на немските, австрийските и българските тайни служби оказват натиск в посока определени политически решения, които рушат Сърбия.
По същото време Милован Дрецун, народен представител от сръбската Скупщина и председател на комисия за Косово, обвинява България в разгръщане на широка разузнавателна дейност в Сърбия.

### Балкански поток (2019-2020)
„Балкански поток“ е газопровод, който е сухоземно продължения на подводния черноморски газопровод „Турски поток“, с цел свързване на газопреносните мержи на Турция, България и Сърбия.
Изграждането на българския участък е спомоществено от българската държавна хазна и възлиза на близо 3 млрд. лв. без ДДС.

### Шпионаж в България (2019-)
Председателят на Национално движение „Русофили“ Николай Малинов обявява през 2020 г. целта си за създаване на русофилска партия, която да предизвика провеждането на народно допитване за членството на България в НАТО. По-рано през 2019 г. той е обвинено в шпионаж в полза на Русия.

### Политическа криза в Босна/Херцеговина (2021-)
Русия заедно със Сърбия подкрепят отцепването на босненските сърби, т.е. Република Сръбска, от състава на федералната република Босна и Херцеговина.

### Руски искания за преразглеждане на Северноатлантическия договор (2022)
В хода на събитията около нарастващото напрежение по източната граница на Украйна с Русия във връзка със струпването на близо 100 хиляди руски военни в близост до същата граница, от руските власти е отправено недвусмиселно искане Организацията на Северноатлантическия договор (НАТО, англ.: NATO) да се върне към границите си от 1997 г., като поименно са посочени България и Румъния като засегнати от такова действие, а военните части на отбранителния съюз да бъдат изтеглени от двете страни. Поискано е също разширяването на съюза да бъде преустановено, което включва и Украйна. 
На 24 януари 2022 г. е обявено решението на българския министър-председател да свика на 25 януари 2022 г. от 16:30 ч. Съвета по сигурността към Министерския съвет на Република България за обсъждане обстановката по руско-украинската граница. Междувременно противниците на властта се обявяват за свикване на извънредно заседание на Народното събрание с цел изслушване на министър-председателя Кирил Петков, министъра на отбраната Стефан Янев и министъра на външните работи Теодора Генчовска по същия въпрос.

### Въздействие на руското военно нашествие в Украйна (2022-)
На 18 февруари 2022 г. руският външен министър Сергей Лавров отправя обвинения, че в Косово, Албания и Босна/Херцеговина се набират доброволци, които да се бият на страната на украинските военни сили в Донбас и Луганск. Във връзката с това сръбският президент Вучич свиква на съвещание висши служители по сигурността.
На 26 февруари 2022 г. българската държава обявява затваряне на българското въздушно пространство, вкл. и това над българските морски площи, (в сила от 00:00 ч. на 26 февруари 2022 г.) за руски самолети, а в ответ Русия прави същото.
Поради руското нашествие в Украйна, към Румъния и Бългрия се насочва значителен бежански поток. Към 5 март 2022 г. влезлите в България украински бежанци са близо 25 хил. души.
Сърбия отказва да въведе санкции срещу Русия, обосновавайки се с паметта за същото поведение на Русия по време на Югославските войни. По същество тя поддържа неутралитет. България и Румъния, като част от ЕС, участват в общосъюзните санкции спрямо Русия.
На 04 март 2022 г. в сръбската столица Белград се състои шествие в подкрепа на руските военни действия в Украйна. То е свикано от Движение „Образ“ (с водач Младен Обрадович, на сръбски: Младен Обрадовић), Сдружение „Нощни вълци-Сърбия“ и други представящи се за родолюбиви сдружения, сред които: 
- „Здрава Сърбия“ (на сръбски: „Здрава Србиja“) на Милан Стаматович (на сръбски: Милан Стаматовић), по-точно Белградсият съвет, воден от д-р Петър Павкович;
- Движение „Освобождение“ (на сръбски: „Ослобођење“) с предводител Младжан Джорджевич (на сръбски: Млађан Ђорђевић);
- Движение „Живея за Сърбия“ (на сръбски: „Живим за Србиjу“) с предводител д-р Йована Стойкович (на сръбски: д-р Joвана Стоjковић), известна със своите яростни антиваксърски настроения;
- Движение „Любов, вяра, надежда“ (на сръбски: „Љубав, вера, нада“) с водач Неманя Шарович (на сръбски: Немања Шаровић);
- Народноосвободително движение (на сръбски: Народни слободарски покрет) на Мирослав Парович (на сръбски: Мирослав Паровић);
- „Народни патрули“ (на сръбски: „Народни патроле“) с представител Дамнян Кнежевич (на сръбски: Дамњан Кнежевић);
- „Сръбски сборове“ (на сръбски: „Српске саборности“) на проф. д-р Алек Рачич (на сръбски: Алек Рачић, Alek Račić), който е кандидат за кмет на сръбската столица Белград.

Считаните от Русия сред балканските страни неприятелски държави са: България, Румъния, Гърция, Словения, Хърватска, Черна гора. Изключени от списъка са: Босна и Херцеговина, Албания, Косово, Сърбия, Северна Македония, Турция.

### Други
През декември 2021 г. в Северна Македония е излъчен документален филм под заглавието „Една вяра, един народ“, който развива възгледа за произхода на кирилицата от македонските земи, противно на общоприетото разбиране за възникването си в пределите на средновековната българска държава, по-точно в Преслав и Охрид при управлението на Симеон I Велики. Филмът е финансиран от руското посолство в Скопие.

## Културни измерения на балканската политика на Русия
Изследване на американското частно изследователско звено Pew Research Center сред 14 страни, оповестено през 2019 г., показва, че доверието към руския водач Владимир Путин е 62% сред българите и 52% сред гърците при 28% средно за изследваните страни.
В България редица обществени организации, деятели и политически партии се обявяват в подкрепа на официалната руска политика. Такива са ПП „Атака“, ПП „Възраждане“, ПП „Възраждане на Отечеството“, ПП „Лява алтернатива“ (на бившия министър-председател Жан Виденов), БСП (бившата БКП), Национално движение „Русофили“, личности като Валентин Вацев, Нешка Робева, Георги Гергов, Петър Волгин, Калина Андролова, Анна Заркова и др.
В София действа и Руски културно-информационен център.